# Rubus trivialis
{{#ifeq:0|0|{{#if:|{{#if:Rubustrivialis|[[]}}|}}}}
Rubus trivialis — вид квіткових рослин із родини трояндових (Rosaceae).

## Біоморфологічна характеристика

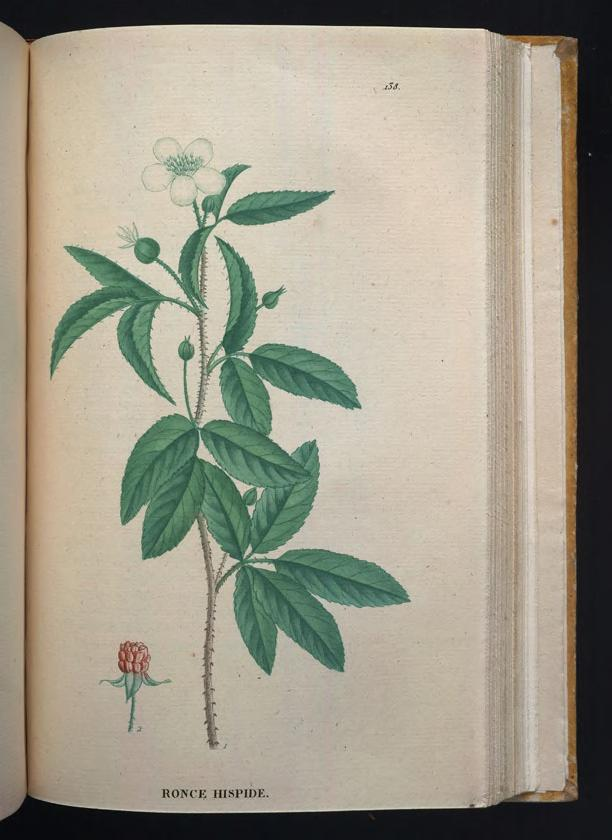
ілюстрація

Це кущ до 3(7) метрів заввишки (іноді в'ється вище), помірно або густо озброєний. Стебла дворічні, спочатку низько-дугоподібні, потім ниспадають й повзучі (йдуть від дерев'янистого кореневища), безволосі чи помірно волосисті, від рідко до густо залозисті; колючки від помірних до щільних, загнуті, іноді дистально тонкі, 1–4 мм, широкі. Листки стійкі або напівстійкі, від трійчастих до пальчасто складних, блискучі; листочків 3–5, кінцеві вузько-еліптичні чи від яйцеподібних до зворотно-яйцеподібних, 2–8.5 × 0.7–4.5 см, основа від закругленої до клиноподібної, нелопатева, краї від помірно до грубо пилчастих і до подвійно-пилчастих, верхівка від гострої до загостреної, нижня поверхня з гачковими колючками на середній жилці, безволоса чи рідко чи помірно волосиста, не залозиста чи розріджено залозиста уздовж центральної жилки. Суцвіття кінцеві, 1(3)-квіткові. Квітки двостатеві; пелюстки від білого до рожевого забарвлення, від еліптичних до зворотно-яйцюватих, 10–16(25) мм. Плоди чорні, від кулястих до яйцюватих, 1–1.5(3) см; кістяночок 10–50. 2n = 14. Період цвітіння: січень — червень.

## Ареал
Зростає у південно-східній частині США (Алабама, Арканзас, Флорида, Джорджія, Іллінойс, Канзас, Кентуккі, Луїзіана, Меріленд, Міссурі, Міссісіпі, Північна Кароліна, Огайо, Оклахома, Пенсільванія, Південна Кароліна, Теннессі, Техас, Вірджинія, Західна Вірджинія) й східній частині Мексики (Коауїла, Нуево-Леон, Сан-Луїс-Потосі, Тамауліпас, Веракрус).
Населяє відкриті ліси, савани, прерії, луки, піщані дюни, порушені ділянки, сухий або сезонно вологий ґрунт; на висотах 0–200 метрів.

## Використання
Плоди вживаються сирими чи приготованими в вареннях тощо. Плоди ароматні, соковиті, солодкі.
Корінь має в'яжучу, збудливу і тонізуючу дію. Настій можна використовувати при лікуванні ревматизму та діареї. Листки в'яжучі. Настій можна використовувати для лікування шлункових скарг, ревматизму та діареї.
Має хорошу цінність проти ерозії. Утворюючи великі і майже непрохідні зарості, може забезпечити чудове прикриття для дикої природи, а також місця гніздування дрібних птахів. Цей вид використовується в програмах селекції ожини. Із плодів отримують барвник від пурпурного до тьмяно-синього.